# 滕萨
滕萨（Tensa），是印度奥里萨邦Sundargarh县的一个城镇。总人口4236（2001年）。

## 人口
该地2001年总人口4236人，其中男性2264人，女性1972人；0—6岁人口518人，其中男278人，女240人；识字率68.41%，其中男性为75.27%，女性为60.55%。